# Road to Nowhere (film)
Road to Nowhere è un film del 2010 diretto da Monte Hellman.
Il film è stato presentato in concorso alla 67ª Mostra internazionale d'arte cinematografica di Venezia e segna il ritorno al cinema dopo 21 anni del regista statunitense Monte Hellman, settantottenne.
Giocando a mescolare realtà e finzione, la pellicola narra la lavorazione di un film sull'oscura vicenda di un omicidio-suicidio avvenuti poco tempo addietro e dei quali si ripercorrono le tappe con nuovi interrogativi, man mano che si rilegge la sceneggiatura e che le riprese avanzano.

## Trama
Mitchell Haven è un giovane regista in procinto di girare un film su un recente fatto di cronaca non ancora chiarissimo. Si tratta di una storia che ha coinvolto un politico e la sua amante e portato ad un doppio omicidio e a un suicidio dell'autore di questi, almeno secondo la ricostruzione più accreditata.
Per il ruolo dell'attrice protagonista, pur potendo contare su un grande budget che potrebbe fargli ingaggiare delle star di prima grandezza, sceglie una ragazza non professionista, vista per caso in un film minore, e che per altro deve essere corteggiata a lungo perché riluttante. Sul set è presente anche un detective dell'assicurazione, chiamato a chiarire i dubbi sulla vicenda originaria.
Il regista viene travolto dalla passione per l'attrice protagonista che nasconde un segreto legato all'identità della donna che interpreta. Una sera, con le riprese ormai quasi completate, l'investigatore assicurativo, ubriaco ed armato, assale Mitchell e, forse senza volerlo spara e uccide l'attrice. Il regista, sconvolto, a sua volta uccide l'assassino della sua amante e poi viene arrestato.
Il film viene completato mentre al regista, in carcere, non resta che il ricordo della donna che ha amato e che, morendo, ha portato con sé tutti i segreti che la accompagnavano.

## Produzione
Le riprese sono state effettuate tra il luglio e l'agosto 2009 nella parte occidentale della Carolina del Nord.